# Åmsele kyrka
Åmsele kyrka är en kyrkobyggnad i Åmsele. Den är församlingskyrka i Vindelns församling i Luleå stift.

## Kyrkobyggnaden
På en sockenstämma 1856 togs för första gången frågan upp att bygga en kyrka i Åmsele. Mark till en begravningsplats avstyckades 1865. När finansieringsfrågan var avklarad påbörjades bygget av kyrkan hösten 1872.
Träkyrkan uppfördes av byggmästaren Johan Lundström efter ritningar av flottningsinspektören Carl Bergström. 1874 färdigställdes kyrkan. 1875 uppfördes tornet. 1926 genomfördes en restaurering.
Åmsele kyrka är byggd i enkel, sentida nyklassicism och består av rektangulärt långhus med lägre och smalare kor där sakristian är inrymd. Kyrkan har en nord-sydlig orientering med tornet i norr och koret i söder.
Det kraftiga fyrkantiga tornet har en fyrkantig lanternin krönt med ett kors.
Långhusets innertak är ett tredingstak, medan korets innertak är ett tunnvalv.

## Inventarier
- Ett oblatskrin i tenn från 1761 är gjort av Johan Gustav Ryman.
- Första orgeln är samtida med kyrkan och byggd av bonden Johan Vincent Lundström från Åmsele. Han har även byggt predikstolen. En ny orgel installerades 1937.
- Altartavlan utfördes av Leander Engström och tillkom i samband med restaureringen 1925 - 1926.

### Webbkällor
- anläggningspresentation